# 弗里德蘭戰役
弗里德蘭戰役（1807年6月14日）是拿破崙戰爭中一場重要戰役，交戰雙方為由法蘭西帝國皇帝拿破崙帶領的法軍以及由俄羅斯帝國的本尼希森伯爵所帶領的俄軍。戰役發生地點位於今日加里寧格勒的普拉夫金斯克附近。拿破崙取得決定性勝利，而俄軍戰敗後則沿著維納河與尼曼河混亂地潰逃。
由於先前的埃勞戰役中雙方並未分出勝負，所以在弗里德蘭的決戰是出於戰略的必要性。戰役開始前，位於弗里德蘭由拉納元帥所指揮的軍團，被本尼希森伯爵發現看似孤立於主力軍，他進而認為這是殲滅這些法軍的機會。於是本尼希森伯爵指揮全軍渡過維納河前去進攻，但拉納軍團仍成功在拿破崙率領援軍抵達戰場前守住陣地。到了下午的晚些時刻，法軍數量已經增加至八萬人，這時拿破崙認為是反擊的好機會，從而對俄軍左翼發動猛烈的襲擊，以期能壓制俄軍並迫使對方退向河邊。由於俄軍抵擋不住法軍的攻勢，他們的防線出現漏洞並開始渡維納河北逃。俄軍在弗里德蘭遭到了重創，並損失兩萬餘人以上，而法軍則損失一萬多人左右。 
拿破崙這場在弗里德蘭的壓倒性勝利，成功迫使俄羅斯在政治上與他求和，瓦解了第四次反法同盟。而沙皇亞歷山大也只能無奈地同意與拿破崙協商和約，最終討論結果促成了《提爾西特條約》，內容包含俄羅斯同意加入大陸系統來一同對抗英國，還有普魯士割讓將近一半的領土。普魯士損失的領土被割讓給新成立的威斯伐倫王國，並由拿破崙的弟弟熱羅姆·波拿巴來統治。提爾西特條約也讓法國控制了愛奧尼亞群島，這在戰略地位上極為重要，因為它掌握進入地中海地區的入口。有些歷史學家認為提爾西特條約的安排與簽訂，是拿破崙帝國的高點，因為在歐洲大陸上已無列強可與法國匹敵。

## 前奏
在弗里德蘭戰役之前，歐洲早在1805年時就已經捲入第三次反法同盟之戰的烽火當中。隨著法國在1805年12月2日取得奧斯特里茨戰役的勝利之後，普魯士在1806年加入了戰爭，試圖奪回她在中歐的主宰地位。

### 普魯士戰場
奧斯特里茨戰役之後，法普關係迅速緊張起來。拿破崙堅持普魯士必須加入大陸系統以對英國作經濟封鎖，這項要求對德意志的商人造成不利的影響。另外，拿破崙對刊發攻擊他的小冊子之出版商人—約翰·菲利普·帕爾姆發動了場突襲逮捕，並予以處死。而且拿破崙還試圖以提供漢諾威作為與英國和好的禮物，這些事都激怒了普魯士。
普魯士於1806年8月9日開始動員，並於8月26日下達最後通牒：要求法軍在10月8日前撤回萊茵河西岸，否則等同於兩國開戰。
拿破崙希望在俄軍趕到前能夠殲滅普魯士的部隊，於是18萬的法軍在1806年10月2日開始穿越弗兰肯林山，並採用營方陣系統作為部署，以利迎擊來自任何方向的敵人威脅。10月14日法軍在耶拿-奧爾斯塔特雙重會戰中獲得決定性勝利，隨後展開模範追擊。整個戰役結束後，普魯士總共有兩萬五千人傷亡，十四萬人及兩千門加農砲被法軍俘獲。
少數普軍渡過奧德河後來到波蘭，但這時他們已經折損絕大多數的部隊了，俄羅斯這時只能單獨與法軍交戰。11月18日，法軍在路易·尼古拉·達武的率領下，已經在波森（11月初佔領的）前往華沙的半路上，奧熱羅部接近布洛姆貝格，而熱羅姆·波拿巴部則已經抵達卡利什。

### 埃勞
當法軍來到了波蘭時，當地人視他們為解放英雄。

俄國將領本尼希森伯爵擔心他和布克斯赫韦登兩部的聯繫會被法軍切斷，因而放棄華沙並撤至維斯杜拉河右岸。1806年11月28日，法軍在繆拉率領下進入華沙。法軍追擊逃逸的俄軍，並於12月26日在普烏圖斯克激烈交戰。交戰結果雖然勝負未定，但本尼希森伯爵依然寫信給沙皇說他擊退六萬法軍，從而得到所有在波蘭的俄軍指揮權。在此同時，內伊元帥開始投入更多心力在生產糧食補給，這讓本尼希森伯爵覺得是個突襲處於孤立狀態之該部的好機會，然而他發現拿破崙試圖包圍他的軍隊之後，就放棄了這個想法。 俄軍隨後先撤往阿倫施泰因，然後再撤至埃勞。
2月7日，俄軍向位於埃勞的蘇爾特部發動攻擊。到了2月8日拂曉，戰場上僅有44,500人的法軍，正在抗擊擁有67,000人的俄軍之進攻。
拿破崙希望該部能牽制住本尼希森伯爵的部隊越久越好，進而讓內伊和達武的部隊能有足夠時間包抄他們。一場激烈的戰鬥接踵而至，戰場上令人眩目的暴風雪更使戰況雪上加霜。法軍發覺他們正身陷險境，直到10,700名騎兵趕到現場，以八十個中隊發動衝鋒，
紓解中間部隊所承受的壓力。達武的到來象徵可以開始進攻俄軍左翼，但攻勢受阻於莱斯托克率領的普軍，他們突然出現在戰場上，並和俄軍一同擊退法軍。內伊則是來得太遲，以至於未能造成任何決定性的影響，就讓本尼希森伯爵成功撤走了。在這場不分勝負的戰役中所造成的傷亡是非常可怕的，雙方都遭受了約兩萬五千人的損失。更重要的是，缺乏決定性的勝利對雙方來說，就意味著戰爭必須再打下去。

### 海爾斯貝格
經過數月的整補休養後，拿破崙再度率領大軍團開始行動。當拿破崙得知俄軍沿著維納河旁的海爾斯貝格紮營時，他假定那是俄軍的後衛部隊，讓他決定執行對基地發起全面進攻，以期對方會被打跑。但事實上，法軍在那邊所要面對到的是整個俄軍主力，轄下超過五萬人及150門火砲。法軍不斷地以一次次攻勢試圖打亂俄軍的部署，但卻被躲在工事中的俄軍給擊退。俄軍先前精心製作好這些工事，用來對付試圖渡河的拿破崙。法軍傷亡高達一萬人，而俄軍則損失約六千人。出於越來越難以堅守的原因，俄軍最終仍撤離了海爾斯貝格，但這也促使拿破崙再次追擊。法軍攻向柯尼斯堡以掠奪更多補給與糧食。6月13日，拉納元帥的前鋒回報在弗里德蘭有為數眾多的俄軍。雙方在這天剩下的時間互相交戰未能有所進展。最重要的是，本尼希森伯爵相信他能在接下來的一天內殲滅孤立的拉納部，並有足夠的時間渡過維納河撤走而不碰上法軍主力。

## 戰役過程

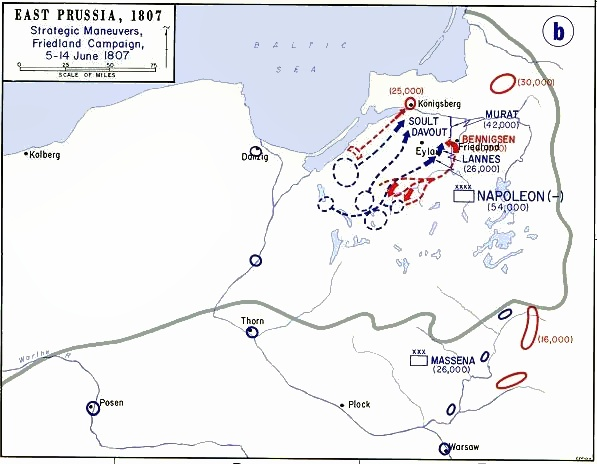
弗里德蘭戰役 - 1807年6月14日

由戈利岑將軍率領俄軍趕跑法軍騎兵前哨之後，本尼希森伯爵的主力軍於6月13日晚間佔領弗里德蘭。拿破崙的軍隊向弗里德蘭進軍，但是是分散到多條進軍路線上，而雙方一場碰巧的遭遇引發了第一階段的戰鬥。拉納得知拿破崙帶著至少三個軍團趕來支援之後，便令傳令兵飛馳發出請求支援的訊息，同時採取拿手的延遲戰術來緊盯本尼希森部。拉納僅僅用了最多兩萬六千人的兵力，便牽制住本尼希森伯爵，並迫使後者為了打敗他，下令更多部隊從維納河另一岸渡河來支援。為了展現一個大膽的戰線，並轉移部隊去阻擊俄軍的推進，法軍首先在14日的前幾小時，於波斯泰嫩（Posthenen）前的索特拉克樹林（Sortlack Wood）與俄軍交戰。拉納成功將本尼希森部牽制在原地，直到法軍在維納河左岸的增援軍來到八萬人之眾。雙方現在都可自由運用騎兵來掩護側翼，法軍各中隊在海因里希斯多夫（Heinrichsdorf）的作戰位置的競爭，最終一致同意接受格魯希和艾蒂安·德·南苏蒂指揮。由於已將弗里德蘭附近的浮橋予以拆除，本尼希森伯爵不知不覺地將自己的部隊困在西岸，結果被迫與法軍交戰。

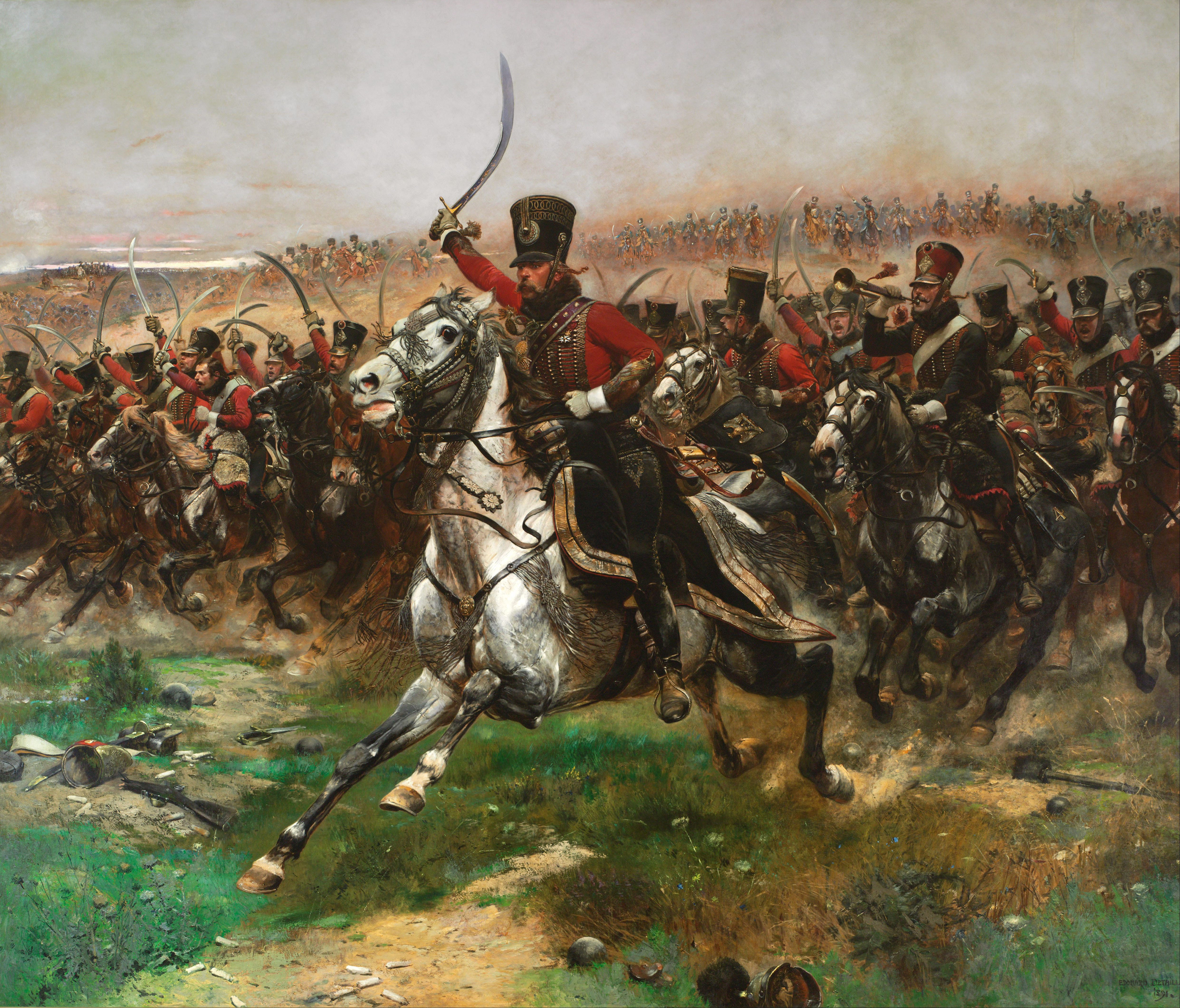
《皇帝萬歲！》，爱德华·德太耶繪於1891年。

在此同時，拉納部正發動猛烈的攻擊來拖住本尼希森的部隊。拿破崙擔心俄軍會刻意再次回避他，但到了早上六點時，本尼希森伯爵已經在弗里德蘭西側會合了近五萬人的部隊，顯示他並未回避拿破崙。本尼希森部的步兵佈防在兩條防線上，置於海因里希斯多夫到弗里德蘭的道路，並在河流的上彎處以火炮設防。在步兵的右翼之外，騎兵和哥薩克軍佈防在海因里希斯多夫西北方的森林裡，另有小股的哥薩克軍甚至滲透到施沃瑙（Schwonau）。左翼亦有部分騎兵及維納河岸的炮台群掩護。俄軍突擊隊和拉納的部隊在索特萊克樹林激烈交火，但並未有任何決定性戰果。
莫蒂埃的前鋒部隊抵達海因里希斯多夫之後，便將哥薩克軍逐出施沃瑙。拉納部在激戰中依然堅守著陣地，到了中午時，拿破崙率領的四萬部隊終於出現在戰場上。拿破崙下達了一道簡要的命令：內伊部應攻佔波斯特利嫩（Postlienen）及索特萊克樹林；拉納部則應從中央戰場靠近內伊的左側；莫蒂埃要守住左翼的海因里希斯多夫；維克托指揮的第一軍及帝國近衛軍駐紮在波斯泰嫩後方作為預備隊；在海因里希斯多夫集中大量騎兵；主要攻勢集中在俄軍左翼，因為拿破崙發現維納河和波斯泰嫩間，是一個伸入水中的狹長陸地，而唯一的對外通道也相當狹窄。預備隊另補入三個騎兵師作為機動。

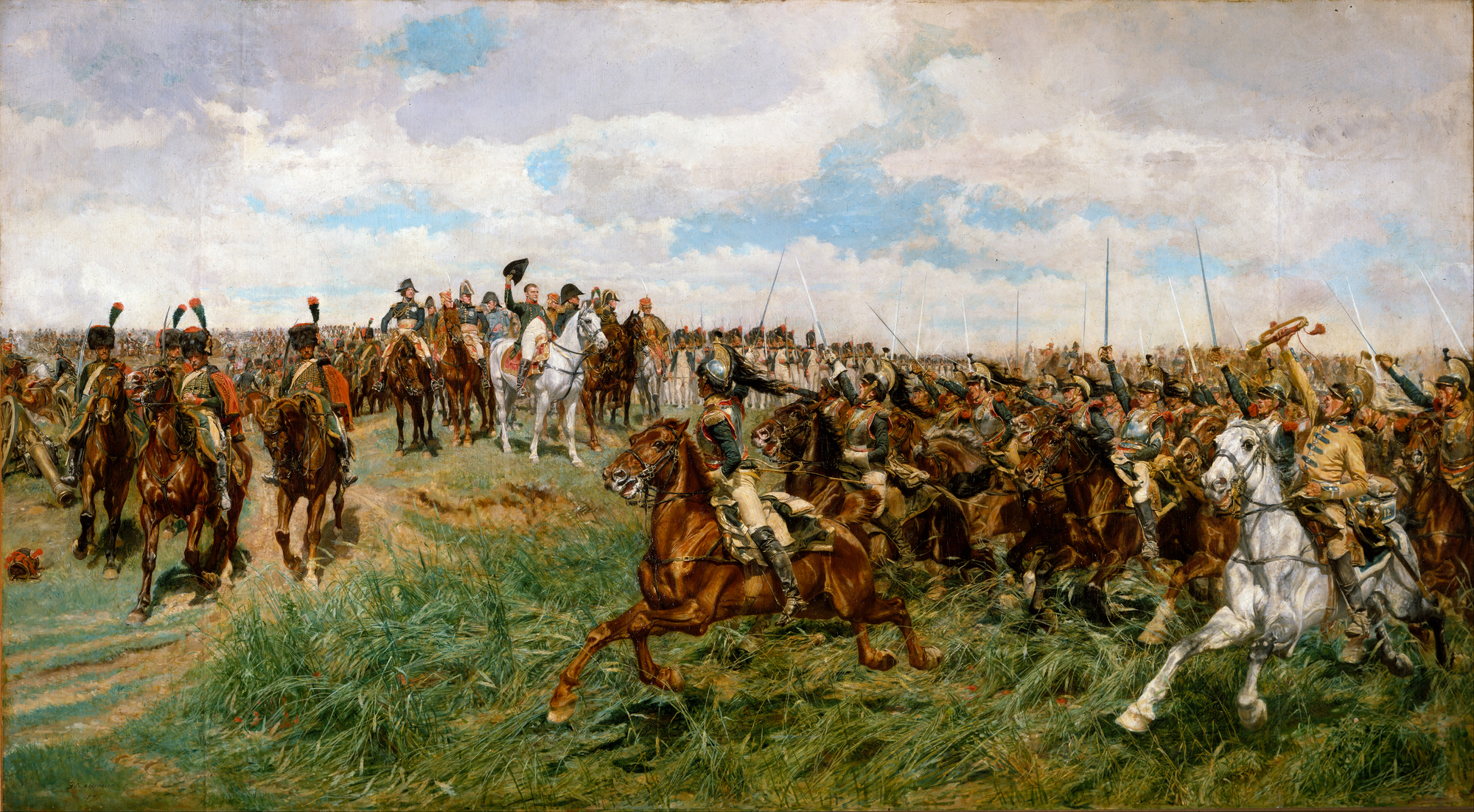
《法國鐵騎兵在弗里德蘭的衝鋒》- 埃内斯特·梅索尼埃繪於約1875年

前述所說的軍事行動顯示出，雙方仍有不少分遣隊可攻向柯尼斯堡附近。由於現在的部署暴露在火炮的射擊範圍內，拿破崙花了一整個下午在整編新抵達的援軍。到了下午五時所有準備終於完成，接著內伊部在重砲火力的掩護下，迅速攻佔索特萊克樹林，隨後更攻抵維納河岸。內伊元帥的右翼部隊在马尔尚的指揮下，將部分左翼的俄軍逐退出了索特萊克，同時左翼部隊也在比松的率領下持續推進。俄軍騎兵試圖以猛烈的衝鋒在兩翼法軍之間突圍，但遭到拉圖爾-莫布爾領軍的龍騎兵擊退。
不久俄軍便發現他們被壓縮在維納河旁的一小區域，在內伊部和預備隊的火炮部隊下成為明顯靶子。由於本尼希森預備騎兵隊的衝鋒起了相當作用，使內伊部的攻勢被制止，且讓後者的部隊陷入混亂。雖然夜襲在先前的埃勞戰役時被證明並非那麼有效，但在六月的氣候、弗里德蘭地區的堅固地面以及機動性不高的法軍面前，仍有其施行的價值。杜邦率領的步兵師從波斯泰嫩出發後進展迅速，同時騎兵師也將俄軍打退回擁擠的河邊，最後讓砲兵將領塞纳尔蒙帶著為數眾多的火炮抵達射程範圍。火炮的距離如此靠近，以至於可以看見俄軍的防線有如在數分鐘內崩潰，有如被散彈槍殺傷大部。內伊麾下的步兵在筋疲力盡的情況下，依然在弗里德蘭的街道上追上殘破不堪的俄軍左翼。拉納和莫蒂納則同時牽制住俄軍中央及右翼部隊，但他們的砲兵部隊也承受了極大的損失。當弗里德蘭一地看似開始交火時，兩位元帥發動了步兵進攻。這時法軍趕往戰場的新援軍正在接近當中。杜邦藉由涉過水車用水流（mill-stream）來隱蔽自己部隊的行蹤，然後從俄軍中央部隊的左翼發動攻擊。雖然俄軍頑強的抵抗，但法軍仍能將前者的戰線強行打退，而戰鬥也在不久後結束。
俄軍毫無組織地撤退讓他們承受了極大的損失，同時有很多士兵在渡河時落入水中。在更北方的地方，幾未受損的右翼部隊沿阿伦堡（Allenburg）路撤退；法軍左翼的騎兵雖前去追擊，但卻未有任何收獲。法軍大約傷亡了八千至一萬人，而俄軍則有超過三萬人戰死、負傷或是失蹤。

## 結果
6月19日，沙皇亞歷山大遣使法軍請求停戰。拿破崙同意使節提出維斯杜拉河為俄法勢力在歐洲的分界之要求。6月25日，兩位皇帝在尼曼河上一隻設有帳篷的木筏上會晤，討論和平條件。會談後於提爾西特談判和平協議詳細內容。亞歷山大對拿破崙說第一句話很可能是："我和你一樣憎恨英國。"據說拿破崙則回答："那我們已經實現了和平"。兩位皇帝花了數天檢視各自的軍隊、頒發勳章，且經常聊無關政治的話題。
雖然在提爾西特的談判以華麗排場和外交辭令為特色，但依然是無情政治下的產物。亞歷山大被親弟康斯坦丁大公施壓後，與拿破崙簽訂了《提爾西特和約》。拿破崙在這次戰爭中取勝後，對俄國開出相對寬大的條件：加入大陸系統、從瓦拉幾亞和摩達維亞撤軍以及割讓伊奧尼亞群島給法國。儘管路易絲皇后不斷地求情，但拿破崙對普魯士的要求仍然相當嚴厲。普魯士喪失了大半國土，同時拿破崙在其領土上創建了面積2849平方公里的威斯伐倫王國，隨後指定他的弟弟熱羅姆為這個新王國的國王。這份合約相當羞辱普魯士，導致其對拿破崙有著極為深刻又痛苦的不滿。而且，在和拿破崙締結的友誼中，亞歷山大的抱負讓他嚴重錯判自己外長的真正意圖，使他們在接下來幾年內不斷違反和約的內容。儘管然存在這些矛盾與問題，提爾西特和約仍給了拿破崙在戰爭後喘息的機會，並讓他能回到已經超過三百天未見的法國。他在抵達巴黎後受到了熱烈歡迎與慶祝。

## 脚注
1. ↑  錢德勒 The Campaigns of Napoleon. Scribner, 1966, p. 576.
2. 1 2 3  錢德勒 1995 p. 582.
3. 1 2  李宏圖、鄭春生等著，拿破崙帝國，p.282
4. ↑  錢德勒 1995 p. 585. 布列纳，一位法國外交家及前拿破崙秘書寫道："提爾西特的會晤是近代史的一個高潮，而尼曼河的河水也象徵拿破崙榮耀的高峰。"
5. ↑  
麦克林恩, p. 354
6. 1 2  
麦克林恩 p. 355
7. ↑  .   [2015-08-09]. （原始内容存档于2015-03-28）.
8. ↑  麦克林恩 p. 356
9. ↑  
錢德勒 1995 p. 502
10. ↑  李宏圖、鄭春生等著，拿破崙帝國，p.279
11. ↑  錢德勒 1995 p. 515
12. ↑  
托德·费希尔 & 格雷戈里·弗里蒙特-巴恩斯, The Napoleonic Wars: The Rise and Fall of an Empire. p. 76
13. ↑  
李宏圖、鄭春生等著，拿破崙帝國，p.279
14. 1 2  
费希尔 & 格雷戈里·弗里蒙特 p. 77
15. ↑  
费希尔 & 格雷戈里·弗里蒙特 p. 83. 在埃勞一地，10,700人是法軍在帳面上擁有的騎兵數量， 這似乎不太可能他們所有中隊都全軍出擊。歷史可能永遠無法確定法軍到底投入多少騎兵發動衝鋒。
16. ↑  费希尔 & 格雷戈里·弗里蒙特 p. 84. 埃勞戰役的傷亡數濟依然在爭議當中，有些歷史學家（如錢德勒）認為法軍傷亡兩萬五千人、俄軍傷亡一萬五千人，而其他人則在一萬五千人或是兩萬五千人之間爭論着。
17. 1 2  罗伯茨 Napoleon: A Life. Penguin Group, 2014, p. 450.
18. ↑  Roberts, A. Napoleon: A Life. Penguin Group, 2014, p. 452-3.
19. ↑  Roberts, A. Napoleon: A Life. Penguin Group, 2014, p. 453.
20. ↑  李宏圖、鄭春生等著，拿破崙帝國，p.283
21. ↑  Roberts, A. Napoleon: A Life. Penguin Group, 2014, p. 457.
22. 1 2  Roberts, A. Napoleon: A Life. Penguin Group, 2014, p. 458-9.